# Уинч, Рут
Рут Изабель Уинч (англ. Ruth Isabel Winch); (урождённая Ли (англ. Legh), 25 августа 1870 — 9 января 1952) ― британская теннисистка. Была удостоена бронзовой медали на летних Олимпийских играх 1908 года в Лондоне.
Уинч с лёгкостью победила своих соперников в первом раунде и в четвертьфинале в женском одиночном разряде чемпионата, но в полуфинале она проиграла Доротее Ламберт-Чамберс со счётом 6-1, 6-1.
Между 1899 и 1922 годами Уинч участвовала в девяти чемпионатах Уимблдона. В одиночном зачёте она достигла своих лучших результатов в 1904 и 1919 годах, когда ей удалось дойти до четвертьфинала (причём к моменту соревнований 1919 году ей было уже почти 49 лет).
В марте 1907 году она была удостоена титула чемпиона в женском одиночном зачёте на чемпионате в Каннах после победы над Тупи Лоутер в финале в двух сетах.
В феврале 1899 года вышла замуж за Эдварда Уинча, управляющего пивоварни. Скончалась 9 января 1952 года на острове Англси, Великобритания.